# Liste der Baudenkmale in Salzgitter-Bad
In der Liste sind die Baudenkmale in der Ortschaft Süd der niedersächsischen Stadt Salzgitter aufgelistet. Die Einträge in den Listen basieren auf dem Denkmalatlas Niedersachsen. Der Stand der Liste ist der 21. Juli 2022.

## Legende
In den Spalten befinden sich folgende Informationen:
- Lage: die Adresse des Baudenkmales und die geographischen Koordinaten. Kartenansicht, um Koordinaten zu setzen. In der Kartenansicht sind Baudenkmale ohne Koordinaten mit einem roten Marker dargestellt und können in der Karte gesetzt werden. Baudenkmale ohne Bild sind mit einem blauen Marker gekennzeichnet, Baudenkmale mit Bild mit einem grünen Marker.
- Bezeichnung: Bezeichnung des Baudenkmales
- Beschreibung: die Beschreibung des Baudenkmales. Unter § 3 Abs. 2 NDSchG werden Einzeldenkmale und unter § 3 Abs. 3 NDSchG Gruppen baulicher Anlagen und deren Bestandteile ausgewiesen.
- ID: die Objekt-ID des Baudenkmales
- Bild: ein Bild des Baudenkmales, ggf. zusätzlich mit einem Link zu weiteren Fotos des Baudenkmals im Medienarchiv Wikimedia Commons. Wenn man auf das Kamerasymbol klickt, können Fotos zu Baudenkmalen aus dieser Liste hochgeladen werden:

## Salzgitter-Bad

### Gruppe: Beamtensiedlung Salzgitter-Bad
Baudenkmal (Gruppe):

| Lage                       | Bezeichnung                    | Beschreibung | ID       | Bild |
| -------------------------- | ------------------------------ | ------------ | -------- | ---- |
| 52° 3′ 52″ N, 10° 22′ 2″ O | Beamtensiedlung Salzgitter-Bad |              | 31190824 | BW   |

Baudenkmale (Einzeln):

| Lage                                                                   | Bezeichnung | Beschreibung | ID       | Bild |
| ---------------------------------------------------------------------- | ----------- | ------------ | -------- | ---- |
| Hermann-Löns-Weg 1, 3 52° 3′ 47″ N, 10° 22′ 1″ O                       | Wohnhaus    |              | 31210668 | BW   |
| Hermann-Löns-Weg 5, 7 52° 3′ 47″ N, 10° 22′ 1″ O                       | Wohnhaus    |              | 31210740 | BW   |
| Hermann-Löns-Weg 9 52° 3′ 47″ N, 10° 22′ 1″ O                          | Wohnhaus    |              | 31210812 | BW   |
| Hermann-Löns-Weg 11, 13, 15 52° 3′ 48″ N, 10° 22′ 1″ O                 | Wohnhaus    |              | 31210848 | BW   |
| Hermann-Löns-Weg 17, 19 52° 3′ 49″ N, 10° 22′ 0″ O                     | Wohnhaus    |              | 31210956 | BW   |
| Hermann-Löns-Weg 21, 23 52° 3′ 50″ N, 10° 22′ 0″ O                     | Wohnhaus    |              | 31211028 | BW   |
| Hermann-Löns-Weg 25, 27, 29 52° 3′ 50″ N, 10° 22′ 0″ O                 | Wohnhaus    |              | 31211100 | BW   |
| Hermann-Löns-Weg 31, 33 52° 3′ 52″ N, 10° 22′ 0″ O                     | Doppelhaus  |              | 31211208 | BW   |
| Hermann-Löns-Weg 35, 37 52° 3′ 53″ N, 10° 22′ 0″ O                     | Doppelhaus  |              | 31211280 | BW   |
| Hermann-Löns-Weg 39, 41 52° 3′ 54″ N, 10° 21′ 59″ O                    | Doppelhaus  |              | 31211352 | BW   |
| Hermann-Löns-Weg 43, 45 52° 3′ 55″ N, 10° 21′ 59″ O                    | Doppelhaus  |              | 31211442 | BW   |
| Hermann-Löns-Weg 47, 49 52° 3′ 57″ N, 10° 21′ 59″ O                    | Wohnhaus    |              | 31211496 | BW   |
| Hermann-Löns-Weg 2 52° 3′ 46″ N, 10° 22′ 0″ O                          | Wohnhaus    |              | 31210686 | BW   |
| Hermann-Löns-Weg 4, 6, 8, 10 52° 3′ 47″ N, 10° 22′ 0″ O                | Wohnhaus    |              | 31210722 | BW   |
| Hermann-Löns-Weg 12, 14, 16, 18 52° 3′ 48″ N, 10° 21′ 59″ O            | Wohnhaus    |              | 31210866 | BW   |
| Hermann-Löns-Weg 20, 22, 24, 26, 28, 30 52° 3′ 49″ N, 10° 21′ 59″ O    | Wohnhaus    |              | 31211010 | BW   |
| Hermann-Löns-Weg 32, 34, 36, 38, 40,43, 44 52° 3′ 51″ N, 10° 21′ 59″ O | Wohnhaus    |              | 31211226 | BW   |
| Hermann-Löns-Weg 46 52° 3′ 52″ N, 10° 21′ 58″ O                        | Wohnhaus    |              | 31211478 | BW   |
| Hermann-Löns-Weg 48, 50 52° 3′ 53″ N, 10° 21′ 58″ O                    | Doppelhaus  |              | 31211514 | BW   |
| Hermann-Löns-Weg 52, 54 52° 3′ 55″ N, 10° 21′ 58″ O                    | Doppelhaus  |              | 31211568 | BW   |
| Hermann-Löns-Weg 56, 58 52° 3′ 56″ N, 10° 21′ 57″ O                    | Doppelhaus  |              | 31211604 | BW   |
| Hermann-Löns-Weg 60, 62 52° 3′ 57″ N, 10° 21′ 56″ O                    | Wohnhaus    |              | 31211640 | BW   |
| Hermann-Löns-Weg 64 52° 3′ 57″ N, 10° 21′ 56″ O                        | Wohnhaus    |              | 31211676 | BW   |
| Hermann-Löns-Weg 66, 68, 70 52° 3′ 58″ N, 10° 21′ 56″ O                | Wohnhaus    |              | 31211694 | BW   |
| Wilhelm-Busch-Weg 2, 4 52° 3′ 45″ N, 10° 22′ 9″ O                      | Doppelhaus  |              | 31217106 | BW   |
| Wilhelm-Busch-Weg 6, 8 52° 3′ 47″ N, 10° 22′ 8″ O                      | Doppelhaus  |              | 31217142 | BW   |
| Wilhelm-Busch-Weg 10, 12 52° 3′ 48″ N, 10° 22′ 7″ O                    | Doppelhaus  |              | 31217178 | BW   |
| Wilhelm-Busch-Weg 14, 16 52° 3′ 49″ N, 10° 22′ 5″ O                    | Doppelhaus  |              | 31217232 | BW   |
| Wilhelm-Busch-Weg 18, 20 52° 3′ 51″ N, 10° 22′ 4″ O                    | Doppelhaus  |              | 31217304 | BW   |
| Wilhelm-Busch-Weg 13, 15 52° 3′ 52″ N, 10° 22′ 6″ O                    | Doppelhaus  |              | 31217214 | BW   |
| Wilhelm-Busch-Weg 22, 24 52° 3′ 52″ N, 10° 22′ 5″ O                    | Doppelhaus  |              | 31217376 | BW   |
| Wilhelm-Busch-Weg 17, 19 52° 3′ 53″ N, 10° 22′ 6″ O                    | Doppelhaus  |              | 31217286 | BW   |
| Wilhelm-Busch-Weg 26, 28 52° 3′ 53″ N, 10° 22′ 4″ O                    | Doppelhaus  |              | 31217448 | BW   |
| Wilhelm-Busch-Weg 21, 23 52° 3′ 54″ N, 10° 22′ 6″ O                    | Doppelhaus  |              | 31217358 | BW   |
| Wilhelm-Busch-Weg 30, 32 52° 3′ 55″ N, 10° 22′ 4″ O                    | Doppelhaus  |              | 31217539 | BW   |
| Wilhelm-Busch-Weg 25 52° 3′ 56″ N, 10° 22′ 5″ O                        | Wohnhaus    |              | 31217430 | BW   |
| Wilhelm-Busch-Weg 34 52° 3′ 56″ N, 10° 22′ 3″ O                        | Wohnhaus    |              | 31217611 | BW   |
| Wilhelm-Busch-Weg 27, 29 52° 3′ 58″ N, 10° 22′ 1″ O                    | Doppelhaus  |              | 31217466 | BW   |
| Wilhelm-Busch-Weg 31, 33 52° 3′ 58″ N, 10° 21′ 59″ O                   | Doppelhaus  |              | 31217557 | BW   |
| Wilhelm-Busch-Weg 35, 37 52° 3′ 58″ N, 10° 21′ 57″ O                   | Doppelhaus  |              | 31217629 | BW   |

### Gruppe: Ostsiedlung
Baudenkmal (Gruppe):

| Lage                        | Bezeichnung | Beschreibung | ID       | Bild |
| --------------------------- | ----------- | ------------ | -------- | ---- |
| 52° 3′ 37″ N, 10° 22′ 26″ O | Ostsiedlung |              | 38821960 | BW   |

Baudenkmale (Einzeln):

| Lage                                                                                        | Bezeichnung         | Beschreibung                          | ID       | Bild |
| ------------------------------------------------------------------------------------------- | ------------------- | ------------------------------------- | -------- | ---- |
| Elbestraße 2, 4, 6, 8, 10, 12, 12A, 14, 16, 18, 20 52° 3′ 46″ N, 10° 22′ 23″ O              | Häuserzeile         |                                       | 31205333 | BW   |
| Elbestraße 22, 24, 26, 28, 30, 32 52° 3′ 46″ N, 10° 22′ 30″ O                               | Häuserzeile         |                                       | 31205711 | BW   |
| Elbestraße 34, 36 52° 3′ 47″ N, 10° 22′ 33″ O                                               | Mehrfamilienhaus    |                                       | 31205891 | BW   |
| Breite Straße 71 52° 3′ 44″ N, 10° 22′ 14″ O                                                | Wohn-/Geschäftshaus |                                       | 31204570 | BW   |
| Kattowitzer Platz 1 b 52° 3′ 44″ N, 10° 22′ 15″ O                                           | Wohn-/Geschäftshaus |                                       | 31212568 | BW   |
| Kattowitzer Platz 1 52° 3′ 44″ N, 10° 22′ 16″ O                                             | Wohn-/Geschäftshaus |                                       | 31212528 | BW   |
| Kattowitzer Platz 1 a 52° 3′ 44″ N, 10° 22′ 17″ O                                           | Wohn-/Geschäftshaus |                                       | 31212548 | BW   |
| Mozartstraße 42 52° 3′ 44″ N, 10° 22′ 17″ O                                                 | Wohn-/Geschäftshaus |                                       | 31213946 | BW   |
| Elbestraße 1, 3, 5 52° 3′ 44″ N, 10° 22′ 19″ O                                              | Mehrfamilienhaus    |                                       | 31205315 | BW   |
| Elbestraße 7, 9 52° 3′ 44″ N, 10° 22′ 22″ O                                                 | Mehrfamilienhaus    |                                       | 31205423 | BW   |
| Elbestraße 11, 13 52° 3′ 44″ N, 10° 22′ 24″ O                                               | Mehrfamilienhaus    |                                       | 31205495 | BW   |
| Elbestraße 15, 17 52° 3′ 44″ N, 10° 22′ 26″ O                                               | Mehrfamilienhaus    |                                       | 31205585 | BW   |
| Elbestraße 19 52° 3′ 45″ N, 10° 22′ 27″ O                                                   | Wohnhaus            |                                       | 31205657 | BW   |
| Elbestraße 21 52° 3′ 45″ N, 10° 22′ 28″ O                                                   | Wohnhaus            |                                       | 31205693 | BW   |
| Elbestraße 23 52° 3′ 45″ N, 10° 22′ 30″ O                                                   | Wohnhaus            |                                       | 31205729 | BW   |
| Elbestraße 25 52° 3′ 45″ N, 10° 22′ 31″ O                                                   | Wohnhaus            |                                       | 31205765 | BW   |
| Elbestraße 27 52° 3′ 45″ N, 10° 22′ 32″ O                                                   | Wohnhaus            |                                       | 31205801 | BW   |
| Elbestraße 29 52° 3′ 46″ N, 10° 22′ 33″ O                                                   | Wohn-/Geschäftshaus | ehemaliger Portalbau zur Ostsiedlung  | 31205837 | BW   |
| Richard-Strauß-Straße 16, 16A 52° 3′ 45″ N, 10° 22′ 33″ O                                   | Mehrfamilienhaus    |                                       | 31215067 | BW   |
| Richard-Strauß-Straße 27, 29 52° 3′ 45″ N, 10° 22′ 35″ O                                    | Mehrfamilienhaus    |                                       | 31215193 | BW   |
| Breite Straße 47, 49, 51, 53, 55, 57, 59, 61, 63, 65, 67, 69 52° 3′ 41″ N, 10° 22′ 14″ O    | Häuserzeile         |                                       | 31204552 | BW   |
| Breite Straße 43, 45 52° 3′ 36″ N, 10° 22′ 15″ O                                            | Mehrfamilienhaus    |                                       | 31204336 | BW   |
| Breite Straße 37, 39, 41 52° 3′ 35″ N, 10° 22′ 15″ O                                        | Häuserzeile         |                                       | 31204300 | BW   |
| Weserstraße 2, 4, 6 52° 3′ 34″ N, 10° 22′ 17″ O                                             | Häuserzeile         |                                       | 31216727 | BW   |
| Mozartstraße 2 52° 3′ 35″ N, 10° 22′ 18″ O                                                  | Wohnhaus            |                                       | 31213370 | BW   |
| Mozartstraße 4 52° 3′ 35″ N, 10° 22′ 17″ O                                                  | Wohnhaus            |                                       | 31213406 | BW   |
| Mozartstraße 6 52° 3′ 36″ N, 10° 22′ 18″ O                                                  | Wohnhaus            |                                       | 31213442 | BW   |
| Mozartstraße 8 52° 3′ 36″ N, 10° 22′ 17″ O                                                  | Wohnhaus            |                                       | 31213478 | BW   |
| Mozartstraße 10 52° 3′ 37″ N, 10° 22′ 18″ O                                                 | Wohnhaus            |                                       | 31213514 | BW   |
| Mozartstraße 12 52° 3′ 37″ N, 10° 22′ 17″ O                                                 | Wohnhaus            |                                       | 31213550 | BW   |
| Mozartstraße 14 52° 3′ 38″ N, 10° 22′ 18″ O                                                 | Wohnhaus            |                                       | 31213586 | BW   |
| Mozartstraße 16 52° 3′ 38″ N, 10° 22′ 17″ O                                                 | Wohnhaus            |                                       | 31213622 | BW   |
| Mozartstraße 18 52° 3′ 39″ N, 10° 22′ 18″ O                                                 | Wohnhaus            |                                       | 31213658 | BW   |
| Mozartstraße 20 52° 3′ 39″ N, 10° 22′ 17″ O                                                 | Wohnhaus            |                                       | 31213694 | BW   |
| Mozartstraße 22, 24, 26, 28 52° 3′ 40″ N, 10° 22′ 18″ O                                     | Häuserzeile         |                                       | 31213748 | BW   |
| Mozartstraße 30, 32, 34, 36, 38, 40 52° 3′ 42″ N, 10° 22′ 17″ O                             | Häuserzeile         |                                       | 31213838 | BW   |
| Breite Straße 71 52° 3′ 43″ N, 10° 22′ 16″ O                                                | Garagenbau          |                                       | 31225942 | BW   |
| Mozartstraße 21 a; 21, 23 52° 3′ 43″ N, 10° 22′ 19″ O                                       | Häuserzeile         |                                       | 31213730 | BW   |
| Mozartstraße 15, 17, 19 52° 3′ 41″ N, 10° 22′ 19″ O                                         | Häuserzeile         |                                       | 31213604 | BW   |
| Mozartstraße 11, 13 52° 3′ 38″ N, 10° 22′ 20″ O                                             | Mehrfamilienhaus    |                                       | 31213532 | BW   |
| Mozartstraße 7, 9 52° 3′ 37″ N, 10° 22′ 20″ O                                               | Mehrfamilienhaus    |                                       | 31213496 | BW   |
| Mozartstraße 1, 3, 5 52° 3′ 35″ N, 10° 22′ 20″ O                                            | Häuserzeile         |                                       | 31213352 | BW   |
| Emsstraße 2 52° 3′ 42″ N, 10° 22′ 20″ O                                                     | Wohnhaus            |                                       | 31206089 | BW   |
| Emsstraße 4 52° 3′ 43″ N, 10° 22′ 21″ O                                                     | Wohnhaus            |                                       | 31206125 | BW   |
| Emsstraße 6 52° 3′ 43″ N, 10° 22′ 22″ O                                                     | Wohnhaus            |                                       | 31206161 | BW   |
| Emsstraße 8 52° 3′ 43″ N, 10° 22′ 23″ O                                                     | Wohnhaus            |                                       | 31206197 | BW   |
| Emsstraße 10 52° 3′ 43″ N, 10° 22′ 24″ O                                                    | Wohnhaus            |                                       | 31206251 | BW   |
| Emsstraße 12 52° 3′ 43″ N, 10° 22′ 25″ O                                                    | Wohnhaus            |                                       | 31206287 | BW   |
| Emsstraße 14 52° 3′ 43″ N, 10° 22′ 27″ O                                                    | Wohnhaus            |                                       | 31206323 | BW   |
| Emsstraße 16, 18 52° 3′ 43″ N, 10° 22′ 28″ O                                                | Mehrfamilienhaus    |                                       | 31206359 | BW   |
| Emsstraße 20 52° 3′ 44″ N, 10° 22′ 29″ O                                                    | Wohnhaus            |                                       | 31206431 | BW   |
| Emsstraße 22 52° 3′ 43″ N, 10° 22′ 30″ O                                                    | Wohnhaus            |                                       | 31206467 | BW   |
| Emsstraße 11, 13, 15 52° 3′ 42″ N, 10° 22′ 27″ O                                            | Häuserzeile         |                                       | 31206269 | BW   |
| Emsstraße 17, 19, 21, 23, 25, 27 52° 3′ 42″ N, 10° 22′ 30″ O                                | Häuserzeile         |                                       | 31206377 | BW   |
| Richard-Strauß-Straße 8 a 52° 3′ 43″ N, 10° 22′ 32″ O                                       | Umspannstation      |                                       | 31214923 | BW   |
| Emsstraße 1 52° 3′ 42″ N, 10° 22′ 21″ O                                                     | Wohnhaus            |                                       | 31206071 | BW   |
| Emsstraße 3 52° 3′ 42″ N, 10° 22′ 22″ O                                                     | Wohnhaus            |                                       | 31206107 | BW   |
| Emsstraße 5 52° 3′ 42″ N, 10° 22′ 23″ O                                                     | Wohnhaus            |                                       | 31206143 | BW   |
| Emsstraße 7 52° 3′ 42″ N, 10° 22′ 24″ O                                                     | Wohnhaus            |                                       | 31206179 | BW   |
| Emsstraße 9 52° 3′ 42″ N, 10° 22′ 25″ O                                                     | Wohnhaus            |                                       | 31206215 | BW   |
| Fuldastraße 2 52° 3′ 40″ N, 10° 22′ 20″ O                                                   | Wohnhaus            |                                       | 31208107 | BW   |
| Fuldastraße 4 52° 3′ 40″ N, 10° 22′ 22″ O                                                   | Wohnhaus            |                                       | 31208125 | BW   |
| Fuldastraße 6 52° 3′ 40″ N, 10° 22′ 23″ O                                                   | Wohnhaus            |                                       | 31208143 | BW   |
| Fuldastraße 8 52° 3′ 40″ N, 10° 22′ 24″ O                                                   | Wohnhaus            |                                       | 31208161 | BW   |
| Fuldastraße 10 52° 3′ 40″ N, 10° 22′ 25″ O                                                  | Wohnhaus            |                                       | 31208179 | BW   |
| Fuldastraße 12 52° 3′ 40″ N, 10° 22′ 26″ O                                                  | Wohnhaus            |                                       | 31208197 | BW   |
| Fuldastraße 14, 16 52° 3′ 40″ N, 10° 22′ 29″ O                                              | Mehrfamilienhaus    |                                       | 31208215 | BW   |
| Fuldastraße 18 52° 3′ 40″ N, 10° 22′ 30″ O                                                  | Wohnhaus            |                                       | 31208251 | BW   |
| Fuldastraße 20 52° 3′ 40″ N, 10° 22′ 31″ O                                                  | Wohnhaus            |                                       | 31208269 | BW   |
| Fuldastraße 22 52° 3′ 41″ N, 10° 22′ 32″ O                                                  | Wohnhaus            |                                       | 31208287 | BW   |
| Richard-Strauß-Straße 2 a, 2, 4, 6 52° 3′ 41″ N, 10° 22′ 33″ O                              | Häuserzeile         |                                       | 31214869 | BW   |
| Richard-Strauß-Straße 25 52° 3′ 44″ N, 10° 22′ 34″ O                                        | Wohnhaus            |                                       | 31215175 | BW   |
| Richard-Strauß-Straße 23 52° 3′ 43″ N, 10° 22′ 34″ O                                        | Wohnhaus            |                                       | 31215157 | BW   |
| Richard-Strauß-Straße 21 52° 3′ 43″ N, 10° 22′ 34″ O                                        | Wohnhaus            |                                       | 31215139 | BW   |
| Richard-Strauß-Straße 1, 3, 5, 7, 9, 11, 13, 15, 17, 19 52° 3′ 41″ N, 10° 22′ 35″ O         | Häuserzeile         |                                       | 31214761 | BW   |
| Engeroder Straße 96, 98 52° 3′ 45″ N, 10° 22′ 37″ O                                         | Mehrfamilienhaus    |                                       | 31207133 | BW   |
| Engeroder Straße 90, 92, 94 52° 3′ 44″ N, 10° 22′ 37″ O                                     | Häuserzeile         |                                       | 31207079 | BW   |
| Engeroder Straße 84, 86, 88 52° 3′ 43″ N, 10° 22′ 37″ O                                     | Häuserzeile         |                                       | 31207025 | BW   |
| Engeroder Straße 82 52° 3′ 42″ N, 10° 22′ 37″ O                                             | Wohnhaus            |                                       | 31207007 | BW   |
| Weserstraße 10, 12, 14, 16 52° 3′ 34″ N, 10° 22′ 21″ O                                      | Häuserzeile         |                                       | 31216872 | BW   |
| Weserstraße 18, 20 52° 3′ 34″ N, 10° 22′ 23″ O                                              | Mehrfamilienhaus    |                                       | 31216944 | BW   |
| Weserstraße 22, 34, 26, 28, 30 52° 3′ 35″ N, 10° 22′ 27″ O                                  | Häuserzeile         |                                       | 31216998 | BW   |
| Weserstraße 30 a 52° 3′ 35″ N, 10° 22′ 29″ O                                                | Wohnhaus            |                                       | 31217088 | BW   |
| Hagenstraße 32 52° 3′ 35″ N, 10° 22′ 28″ O                                                  | Wohnhaus            |                                       | 31209244 | BW   |
| Hagenstraße 34 52° 3′ 36″ N, 10° 22′ 28″ O                                                  | Wohnhaus            |                                       | 31209280 | BW   |
| Hagenstraße 36 52° 3′ 37″ N, 10° 22′ 28″ O                                                  | Wohnhaus            |                                       | 31209298 | BW   |
| Hagenstraße 38 52° 3′ 37″ N, 10° 22′ 28″ O                                                  | Wohnhaus            |                                       | 31209316 | BW   |
| Hagenstraße 40 52° 3′ 38″ N, 10° 22′ 28″ O                                                  | Wohnhaus            |                                       | 31209334 | BW   |
| Hagenstraße 42 52° 3′ 39″ N, 10° 22′ 28″ O                                                  | Wohnhaus            |                                       | 31209370 | BW   |
| Hagenstraße 44 52° 3′ 39″ N, 10° 22′ 27″ O                                                  | Wohnhaus            |                                       | 31209406 | BW   |
| Hagenstraße 33 52° 3′ 37″ N, 10° 22′ 30″ O                                                  | Schulgebäude        | Klassentrakt der Schule „Am Ziesberg“ | 31209262 | BW   |
| Hagenstraße 41 52° 3′ 38″ N, 10° 22′ 32″ O                                                  | Turnhalle           | Turnhalle der Schule „Am Ziesberg“    | 31209352 | BW   |
| Hagenstraße 43 52° 3′ 39″ N, 10° 22′ 31″ O                                                  | Schule              |                                       | 31209388 | BW   |
| Am Ziesberg 11, 13 52° 3′ 34″ N, 10° 22′ 33″ O                                              | Mehrfamilienhaus    |                                       | 31203440 | BW   |
| Am Ziesberg 7, 9 52° 3′ 35″ N, 10° 22′ 34″ O                                                | Mehrfamilienhaus    |                                       | 31203368 | BW   |
| Engeroder Straße 54, 56, 58, 60, 62, 64, 66, 68, 70, 72, 74, 76 52° 3′ 37″ N, 10° 22′ 37″ O | Häuserzeile         |                                       | 31206989 | BW   |
| Am Ziesberg 1, 3, 5 52° 3′ 34″ N, 10° 22′ 37″ O                                             | Mehrfamilienhaus    |                                       | 31203260 | BW   |
| Breite Straße 2, 4, 6, 8, 10, 12, 14, 16, 18, 20, 22 52° 3′ 28″ N, 10° 22′ 15″ O            | Häuserzeile         |                                       | 31203814 | BW   |
| Breite Straße 2 A/B 52° 3′ 26″ N, 10° 22′ 16″ O                                             | Wohn-/Geschäftshaus | Apotheke                              | 31203832 | BW   |
| Martin-Luther-Platz 6 52° 3′ 25″ N, 10° 22′ 15″ O                                           | Wohnhaus            |                                       | 31213280 | BW   |
| Weserstraße 1 A, 1, 3, 5, 7 52° 3′ 33″ N, 10° 22′ 17″ O                                     | Häuserzeile         |                                       | 31216709 | BW   |
| Breite Straße 33, 35 52° 3′ 32″ N, 10° 22′ 16″ O                                            | Mehrfamilienhaus    |                                       | 31204228 | BW   |
| Breite Straße 29, 31 52° 3′ 31″ N, 10° 22′ 16″ O                                            | Mehrfamilienhaus    |                                       | 31204192 | BW   |
| Breite Straße 17, 19 52° 3′ 28″ N, 10° 22′ 18″ O                                            | Mehrfamilienhaus    |                                       | 31204102 | BW   |
| Breite Straße 13, 15 52° 3′ 27″ N, 10° 22′ 18″ O                                            | Mehrfamilienhaus    |                                       | 31204030 | BW   |
| Breite Straße 1, 3, 5, 7, 9, 11 52° 3′ 25″ N, 10° 22′ 18″ O                                 | Häuserzeile         |                                       | 31203796 | BW   |
| Rheinstraße 27, 29, 31 52° 3′ 25″ N, 10° 22′ 20″ O                                          | Mehrfamilienhaus    |                                       | 31214491 | BW   |
| Siegfriedstraße 2, 4, 6 52° 3′ 25″ N, 10° 22′ 22″ O                                         | Häuserzeile         |                                       | 31215319 | BW   |
| Siegfriedstraße 8, 10, 12 52° 3′ 27″ N, 10° 22′ 21″ O                                       | Häuserzeile         |                                       | 31215358 | BW   |
| Siegfriedstraße 14, 16, 18 52° 3′ 29″ N, 10° 22′ 20″ O                                      | Häuserzeile         |                                       | 31215472 | BW   |
| Siegfriedstraße 20, 22, 24, 26, 28, 30 52° 3′ 31″ N, 10° 22′ 19″ O                          | Häuserzeile         |                                       | 31215562 | BW   |
| Siegfriedstraße 1, 3, 5 52° 3′ 25″ N, 10° 22′ 23″ O                                         | Häuserzeile         |                                       | 31215229 | BW   |
| Siegfriedstraße 7 52° 3′ 26″ N, 10° 22′ 23″ O                                               | Wohnhaus            |                                       | 31215340 | BW   |
| Siegfriedstraße 9 52° 3′ 26″ N, 10° 22′ 23″ O                                               | Wohnhaus            |                                       | 31215379 | BW   |
| Siegfriedstraße 11 52° 3′ 27″ N, 10° 22′ 23″ O                                              | Wohnhaus            |                                       | 31215418 | BW   |
| Siegfriedstraße 13 52° 3′ 28″ N, 10° 22′ 22″ O                                              | Wohnhaus            |                                       | 31215454 | BW   |
| Siegfriedstraße 15 52° 3′ 29″ N, 10° 22′ 22″ O                                              | Wohnhaus            |                                       | 31215490 | BW   |
| Siegfriedstraße 17 52° 3′ 29″ N, 10° 22′ 21″ O                                              | Wohnhaus            |                                       | 31215526 | BW   |
| Siegfriedstraße 21 52° 3′ 31″ N, 10° 22′ 21″ O                                              | Wohnhaus            |                                       | 31215580 | BW   |
| Siegfriedstraße 23 52° 3′ 31″ N, 10° 22′ 20″ O                                              | Wohnhaus            |                                       | 31215616 | BW   |
| Siegfriedstraße 25 52° 3′ 32″ N, 10° 22′ 20″ O                                              | Wohnhaus            |                                       | 31215652 | BW   |
| Siegfriedstraße 27 52° 3′ 33″ N, 10° 22′ 20″ O                                              | Wohnhaus            |                                       | 31215688 | BW   |
| Weserstraße 9 52° 3′ 33″ N, 10° 22′ 20″ O                                                   | Wohnhaus            |                                       | 31216854 | BW   |
| Brunhildenstraße 2, 4 52° 3′ 24″ N, 10° 22′ 26″ O                                           | Mehrfamilienhaus    |                                       | 31204806 | BW   |
| Brunhildenstraße 6 52° 3′ 25″ N, 10° 22′ 26″ O                                              | Wohnhaus            |                                       | 31204878 | BW   |
| Brunhildenstraße 8 52° 3′ 26″ N, 10° 22′ 26″ O                                              | Wohnhaus            |                                       | 31204914 | BW   |
| Brunhildenstraße 10 52° 3′ 27″ N, 10° 22′ 25″ O                                             | Wohnhaus            |                                       | 31204950 | BW   |
| Brunhildenstraße 12 52° 3′ 28″ N, 10° 22′ 25″ O                                             | Wohnhaus            |                                       | 31204986 | BW   |
| Brunhildenstraße 14 52° 3′ 29″ N, 10° 22′ 25″ O                                             | Wohnhaus            |                                       | 31205022 | BW   |
| Brunhildenstraße 16 52° 3′ 30″ N, 10° 22′ 24″ O                                             | Wohnhaus            |                                       | 31205058 | BW   |
| Brunhildenstraße 18, 20 52° 3′ 31″ N, 10° 22′ 24″ O                                         | Mehrfamilienhaus    |                                       | 31205094 | BW   |
| Brunhildenstraße 22, 24 52° 3′ 32″ N, 10° 22′ 24″ O                                         | Mehrfamilienhaus    |                                       | 31205166 | BW   |
| Brunhildenstraße 26, 28 52° 3′ 33″ N, 10° 22′ 23″ O                                         | Mehrfamilienhaus    |                                       | 31205238 | BW   |
| Brunhildenstraße 1 52° 3′ 24″ N, 10° 22′ 28″ O                                              | Wohnhaus            |                                       | 31204788 | BW   |
| Brunhildenstraße 3 52° 3′ 25″ N, 10° 22′ 28″ O                                              | Wohnhaus            |                                       | 31204824 | BW   |
| Brunhildenstraße 5 52° 3′ 26″ N, 10° 22′ 28″ O                                              | Wohnhaus            |                                       | 31204860 | BW   |
| Brunhildenstraße 7 52° 3′ 26″ N, 10° 22′ 27″ O                                              | Wohnhaus            |                                       | 31204896 | BW   |
| Brunhildenstraße 9 52° 3′ 27″ N, 10° 22′ 27″ O                                              | Wohnhaus            |                                       | 31204932 | BW   |
| Brunhildenstraße 11 52° 3′ 28″ N, 10° 22′ 27″ O                                             | Wohnhaus            |                                       | 31204968 | BW   |
| Brunhildenstraße 13 52° 3′ 28″ N, 10° 22′ 27″ O                                             | Wohnhaus            |                                       | 31205004 | BW   |
| Brunhildenstraße 15 52° 3′ 29″ N, 10° 22′ 26″ O                                             | Wohnhaus            |                                       | 31205040 | BW   |
| Brunhildenstraße 17 52° 3′ 30″ N, 10° 22′ 26″ O                                             | Wohnhaus            |                                       | 31205076 | BW   |
| Brunhildenstraße 19 52° 3′ 30″ N, 10° 22′ 26″ O                                             | Wohnhaus            |                                       | 31205112 | BW   |
| Brunhildenstraße 21 52° 3′ 31″ N, 10° 22′ 25″ O                                             | Wohnhaus            |                                       | 31205148 | BW   |
| Brunhildenstraße 23 52° 3′ 31″ N, 10° 22′ 25″ O                                             | Wohnhaus            |                                       | 31205184 | BW   |
| Brunhildenstraße 25 52° 3′ 32″ N, 10° 22′ 25″ O                                             | Wohnhaus            |                                       | 31205220 | BW   |
| Brunhildenstraße 27 52° 3′ 33″ N, 10° 22′ 25″ O                                             | Wohnhaus            |                                       | 31205256 | BW   |
| Weserstraße 21 52° 3′ 33″ N, 10° 22′ 25″ O                                                  | Wohnhaus            |                                       | 31216980 | BW   |
| Hagenstraße 2, 4, 6 52° 3′ 25″ N, 10° 22′ 30″ O                                             | Mehrfamilienhaus    |                                       | 31208992 | BW   |
| Hagenstraße 8, 10 52° 3′ 27″ N, 10° 22′ 30″ O                                               | Mehrfamilienhaus    |                                       | 31209046 | BW   |
| Hagenstraße 12, 14 52° 3′ 28″ N, 10° 22′ 30″ O                                              | Mehrfamilienhaus    |                                       | 31209082 | BW   |
| Hagenstraße 16, 18 52° 3′ 30″ N, 10° 22′ 29″ O                                              | Mehrfamilienhaus    |                                       | 31209118 | BW   |
| Hagenstraße 20, 22 52° 3′ 31″ N, 10° 22′ 29″ O                                              | Mehrfamilienhaus    |                                       | 31209154 | BW   |
| Hagenstraße 24, 26, 28 52° 3′ 33″ N, 10° 22′ 28″ O                                          | Häuserzeile         |                                       | 31209190 | BW   |
| Am Ziesberg 20 52° 3′ 32″ N, 10° 22′ 30″ O                                                  | Wohnhaus            |                                       | 31203548 | BW   |
| Am Ziesberg 14, 16, 18 52° 3′ 32″ N, 10° 22′ 32″ O                                          | Mehrfamilienhaus    |                                       | 31203494 | BW   |
| Am Ziesberg 10, 12 52° 3′ 32″ N, 10° 22′ 35″ O                                              | Mehrfamilienhaus    |                                       | 31203422 | BW   |
| Am Ziesberg 6, 8 52° 3′ 32″ N, 10° 22′ 36″ O                                                | Mehrfamilienhaus    |                                       | 31203350 | BW   |
| Am Ziesberg 2, 4 52° 3′ 33″ N, 10° 22′ 37″ O                                                | Mehrfamilienhaus    |                                       | 31203278 | BW   |
| Werrastraße 2 52° 3′ 31″ N, 10° 22′ 30″ O                                                   | Wohnhaus            |                                       | 31216529 | BW   |
| Werrastraße 4 52° 3′ 31″ N, 10° 22′ 31″ O                                                   | Wohnhaus            |                                       | 31216565 | BW   |
| Werrastraße 6 52° 3′ 31″ N, 10° 22′ 32″ O                                                   | Wohnhaus            |                                       | 31216601 | BW   |
| Werrastraße 8 52° 3′ 31″ N, 10° 22′ 33″ O                                                   | Wohnhaus            |                                       | 31216637 | BW   |
| Werrastraße 9, 10 52° 3′ 31″ N, 10° 22′ 35″ O                                               | Mehrfamilienhaus    |                                       | 31216655 | BW   |
| Werrastraße 3, 5, 7 52° 3′ 30″ N, 10° 22′ 32″ O                                             | Häuserzeile         |                                       | 31216547 | BW   |
| Werrastraße 1 52° 3′ 30″ N, 10° 22′ 30″ O                                                   | Wohnhaus            |                                       | 31216511 | BW   |
| Okerstraße 2 52° 3′ 28″ N, 10° 22′ 31″ O                                                    | Wohnhaus            |                                       | 31214023 | BW   |
| Okerstraße 4 52° 3′ 28″ N, 10° 22′ 32″ O                                                    | Wohnhaus            |                                       | 31214059 | BW   |
| Okerstraße 6 52° 3′ 28″ N, 10° 22′ 33″ O                                                    | Wohnhaus            |                                       | 31216601 | BW   |
| Okerstraße 8, 9 52° 3′ 28″ N, 10° 22′ 35″ O                                                 | Mehrfamilienhaus    |                                       | 31214131 | BW   |
| Okerstraße 1, 3, 5, 7 52° 3′ 27″ N, 10° 22′ 33″ O                                           | Häuserzeile         |                                       | 31214005 | BW   |
| Rheinstraße 5, 7, 9, 11, 13 52° 3′ 25″ N, 10° 22′ 33″ O                                     | Häuserzeile         |                                       | 31214203 | BW   |
| Rheinstraße 1, 3 52° 3′ 25″ N, 10° 22′ 37″ O                                                | Mehrfamilienhaus    |                                       | 31214167 | BW   |
| Engeroder Straße 28, 28A, 30, 32, 34 52° 3′ 25″ N, 10° 22′ 38″ O                            | Häuserzeile         |                                       | 31206539 | BW   |
| Engeroder Straße 36, 38 52° 3′ 27″ N, 10° 22′ 38″ O                                         | Mehrfamilienhaus    |                                       | 31206629 | BW   |
| Engeroder Straße 40, 42, 44, 46 52° 3′ 29″ N, 10° 22′ 38″ O                                 | Häuserzeile         |                                       | 31206665 | BW   |
| Engeroder Straße 48, 50, 52 52° 3′ 31″ N, 10° 22′ 37″ O                                     | Häuserzeile         |                                       | 31206737 | BW   |
| Rheinstraße 42, 44, 46, 48, 50 52° 3′ 23″ N, 10° 22′ 21″ O                                  | Häuserzeile         |                                       | 31214671 | BW   |
| Rheinstraße 24, 26, 28, 30, 32, 34, 36, 38, 40 52° 3′ 23″ N, 10° 22′ 27″ O                  | Häuserzeile         |                                       | 31214455 | BW   |
| Rheinstraße 20, 22 52° 3′ 23″ N, 10° 22′ 31″ O                                              | Mehrfamilienhaus    |                                       | 31214401 | BW   |
| Rheinstraße 14, 16, 18 52° 3′ 23″ N, 10° 22′ 33″ O                                          | Häuserzeile         |                                       | 31214347 | BW   |
| Rheinstraße 8, 19, 12 52° 3′ 23″ N, 10° 22′ 36″ O                                           | Häuserzeile         |                                       | 31214239 | BW   |
| Rheinstraße 22 a 52° 3′ 22″ N, 10° 22′ 31″ O                                                | Umspannstation      |                                       | 31214437 | BW   |

### Gruppe: Westsiedlung
Baudenkmal (Gruppe):

| Lage                       | Bezeichnung  | Beschreibung | ID       | Bild |
| -------------------------- | ------------ | ------------ | -------- | ---- |
| 52° 3′ 18″ N, 10° 22′ 1″ O | Westsiedlung |              | 31191697 | BW   |

Baudenkmale (Einzeln):

| Lage                                                       | Bezeichnung         | Beschreibung                   | ID       | Bild |
| ---------------------------------------------------------- | ------------------- | ------------------------------ | -------- | ---- |
| Hertastraße 20, 22, 24 52° 3′ 27″ N, 10° 22′ 4″ O          | Mehrfamilienhaus    |                                | 31212108 | BW   |
| Hertastraße 16, 18 52° 3′ 26″ N, 10° 22′ 4″ O              | Mehrfamilienhaus    |                                | 31212036 | BW   |
| Hertastraße 10, 12, 14 52° 3′ 24″ N, 10° 22′ 4″ O          | Mehrfamilienhaus    |                                | 31211928 | BW   |
| Hertastraße 31, 33 52° 3′ 27″ N, 10° 22′ 5″ O              | Mehrfamilienhaus    |                                | 31212253 | BW   |
| Hertastraße 29 52° 3′ 26″ N, 10° 22′ 5″ O                  | Wohnhaus            |                                | 31212235 | BW   |
| Hertastraße 25, 27 52° 3′ 26″ N, 10° 22′ 5″ O              | Mehrfamilienhaus    |                                | 31212199 | BW   |
| Hertastraße 21, 23 52° 3′ 24″ N, 10° 22′ 6″ O              | Mehrfamilienhaus    |                                | 31212162 | BW   |
| Hertastraße 19 52° 3′ 23″ N, 10° 22′ 6″ O                  | Wohnhaus            |                                | 31212090 | BW   |
| Hertastraße 9, 11, 13, 15, 17 52° 3′ 22″ N, 10° 22′ 7″ O   | Häuserzeile         |                                | 31211946 | BW   |
| Hertastraße 1, 3, 5, 7 52° 3′ 19″ N, 10° 22′ 9″ O          | Häuserzeile         |                                | 31211748 | BW   |
| Hertastraße 6, 8 52° 3′ 22″ N, 10° 22′ 5″ O                | Mehrfamilienhaus    |                                | 31211856 | BW   |
| Hertastraße 4 52° 3′ 21″ N, 10° 22′ 6″ O                   | Wohnhaus            |                                | 31211802 | BW   |
| Hertastraße 4 b 52° 3′ 21″ N, 10° 22′ 6″ O                 | Umspannstation      |                                | 31211820 | BW   |
| Gertraudenstraße 34 52° 3′ 20″ N, 10° 22′ 7″ O             | Wohnhaus            |                                | 31208899 | BW   |
| Gertraudenstraße 31 52° 3′ 19″ N, 10° 22′ 7″ O             | Wohnhaus            |                                | 31208863 | BW   |
| Hertastraße 2 52° 3′ 18″ N, 10° 22′ 8″ O                   | Wohnhaus            |                                | 31211766 | BW   |
| Veronikastraße 27 52° 3′ 26″ N, 10° 22′ 7″ O               | Wohnhaus            |                                | 31216297 | BW   |
| Veronikastraße 25 52° 3′ 26″ N, 10° 22′ 8″ O               | Wohnhaus            |                                | 31216261 | BW   |
| Veronikastraße 23 52° 3′ 25″ N, 10° 22′ 9″ O               | Wohnhaus            |                                | 31216225 | BW   |
| Veronikastraße 19, 21 52° 3′ 25″ N, 10° 22′ 10″ O          | Mehrfamilienhaus    |                                | 31216153 | BW   |
| Veronikastraße 15, 17, 17 a 52° 3′ 24″ N, 10° 22′ 11″ O    | Mehrfamilienhaus    |                                | 31216063 | BW   |
| Veronikastraße 13 52° 3′ 22″ N, 10° 22′ 11″ O              | Wohnhaus            |                                | 31216027 | BW   |
| Veronikastraße 11 52° 3′ 21″ N, 10° 22′ 12″ O              | Wohnhaus            |                                | 31215991 | BW   |
| Veronikastraße 9 52° 3′ 21″ N, 10° 22′ 13″ O               | Wohnhaus            |                                | 31215955 | BW   |
| Veronikastraße 7 52° 3′ 20″ N, 10° 22′ 13″ O               | Wohnhaus            |                                | 31215919 | BW   |
| Veronikastraße 1, 3, 5 52° 3′ 19″ N, 10° 22′ 14″ O         | Mehrfamilienhaus    |                                | 31215811 | BW   |
| Veronikastraße 26, 28 52° 3′ 24″ N, 10° 22′ 9″ O           | Mehrfamilienhaus    |                                | 31216279 | BW   |
| Veronikastraße 18, 20, 22, 24 52° 3′ 22″ N, 10° 22′ 10″ O  | Häuserzeile         |                                | 31216135 | BW   |
| Veronikastraße 14, 16 52° 3′ 21″ N, 10° 22′ 11″ O          | Mehrfamilienhaus    |                                | 31216081 | BW   |
| Veronikastraße 12 52° 3′ 20″ N, 10° 22′ 12″ O              | Mehrfamilienhaus    |                                | 31215973 | BW   |
| Veronikastraße 2, 4, 6, 8 52° 3′ 19″ N, 10° 22′ 12″ O      | Häuserzeile         |                                | 31215829 | BW   |
| Helenenstraße 54, 56, 58 52° 3′ 18″ N, 10° 22′ 10″ O       | Mehrfamilienhaus    |                                | 31210614 | BW   |
| Erikastraße 48, 50, 52 52° 3′ 22″ N, 10° 22′ 2″ O          | Mehrfamilienhaus    |                                | 31207981 | BW   |
| Erikastraße 44, 46 52° 3′ 21″ N, 10° 22′ 0″ O              | Mehrfamilienhaus    |                                | 31207945 | BW   |
| Erikastraße 40, 42 52° 3′ 20″ N, 10° 21′ 58″ O             | Mehrfamilienhaus    |                                | 31207855 | BW   |
| Erikastraße 36, 38 52° 3′ 19″ N, 10° 21′ 56″ O             | Mehrfamilienhaus    |                                | 31207783 | BW   |
| Erikastraße 30, 32, 34 52° 3′ 18″ N, 10° 21′ 54″ O         | Mehrfamilienhaus    |                                | 31207675 | BW   |
| Erikastraße 26, 28 52° 3′ 17″ N, 10° 21′ 52″ O             | Mehrfamilienhaus    |                                | 31207603 | BW   |
| Erikastraße 55 52° 3′ 21″ N, 10° 22′ 4″ O                  | Wohnhaus            |                                | 31208089 | BW   |
| Erikastraße 53 52° 3′ 21″ N, 10° 22′ 3″ O                  | Wohnhaus            |                                | 31208071 | BW   |
| Erikastraße 51 52° 3′ 20″ N, 10° 22′ 2″ O                  | Wohnhaus            |                                | 31208035 | BW   |
| Erikastraße 47, 49 52° 3′ 20″ N, 10° 22′ 1″ O              | Mehrfamilienhaus    |                                | 31207963 | BW   |
| Erikastraße 39, 41, 43 52° 3′ 18″ N, 10° 21′ 58″ O         | Mehrfamilienhaus    |                                | 31207837 | BW   |
| Erikastraße 31, 33, 35, 37 52° 3′ 17″ N, 10° 21′ 55″ O     | Häuserzeile         |                                | 31207693 | BW   |
| Erikastraße 25, 27, 29 52° 3′ 15″ N, 10° 21′ 52″ O         | Mehrfamilienhaus    |                                | 31207585 | BW   |
| Gertrudenstraße 1 52° 3′ 13″ N, 10° 21′ 46″ O              | Wohnhaus            |                                | 31208305 | BW   |
| Gertrudenstraße 3 52° 3′ 13″ N, 10° 21′ 48″ O              | Wohnhaus            |                                | 31208341 | BW   |
| Erikastraße 22 52° 3′ 13″ N, 10° 21′ 49″ O                 | Wohnhaus            |                                | 31207549 | BW   |
| Erikastraße 23 52° 3′ 13″ N, 10° 21′ 52″ O                 | Wohnhaus            |                                | 31207567 | BW   |
| Gertrudenstraße 5, 7 52° 3′ 14″ N, 10° 21′ 53″ O           | Mehrfamilienhaus    |                                | 31208377 | BW   |
| Gertrudenstraße 9, 11 52° 3′ 14″ N, 10° 21′ 56″ O          | Mehrfamilienhaus    |                                | 31208449 | BW   |
| Gertrudenstraße 13, 15 52° 3′ 15″ N, 10° 21′ 58″ O         | Mehrfamilienhaus    |                                | 31208521 | BW   |
| Gertrudenstraße 17, 19, 21 52° 3′ 16″ N, 10° 22′ 0″ O      | Mehrfamilienhaus    |                                | 31208593 | BW   |
| Gertrudenstraße 21 a 52° 3′ 16″ N, 10° 22′ 2″ O            | Wohnhaus            |                                | 31208683 | BW   |
| Gertrudenstraße 23 52° 3′ 17″ N, 10° 22′ 2″ O              | Wohnhaus            |                                | 31208719 | BW   |
| Gertrudenstraße 25 52° 3′ 17″ N, 10° 22′ 3″ O              | Wohnhaus            |                                | 31208755 | BW   |
| Gertrudenstraße 27 52° 3′ 18″ N, 10° 22′ 5″ O              | Wohnhaus            |                                | 31208791 | BW   |
| Gertrudenstraße 29 52° 3′ 18″ N, 10° 22′ 6″ O              | Wohnhaus            |                                | 31208827 | BW   |
| Gertrudenstraße 2, 4, 6 52° 3′ 14″ N, 10° 21′ 48″ O        | Mehrfamilienhaus    |                                | 31208323 | BW   |
| Gertrudenstraße 8, 10, 12 52° 3′ 15″ N, 10° 21′ 54″ O      | Mehrfamilienhaus    |                                | 31208431 | BW   |
| Gertrudenstraße 14, 16 52° 3′ 16″ N, 10° 21′ 57″ O         | Mehrfamilienhaus    |                                | 31208539 | BW   |
| Gertrudenstraße 18, 20, 22 52° 3′ 17″ N, 10° 21′ 59″ O     | Mehrfamilienhaus    |                                | 31208611 | BW   |
| Gertrudenstraße 24, 26 52° 3′ 18″ N, 10° 22′ 2″ O          | Mehrfamilienhaus    |                                | 31208737 | BW   |
| Gertrudenstraße 28, 30, 32 52° 3′ 19″ N, 10° 22′ 5″ O      | Mehrfamilienhaus    |                                | 31208809 | BW   |
| Erikastraße 18, 20 52° 3′ 12″ N, 10° 21′ 49″ O             | Mehrfamilienhaus    |                                | 31207477 | BW   |
| Erikastraße 19, 21 52° 3′ 12″ N, 10° 21′ 52″ O             | Mehrfamilienhaus    |                                | 31207495 | BW   |
| Kolbergerstraße 5 52° 3′ 11″ N, 10° 21′ 47″ O              | Wohnhaus            |                                | 31212732 | BW   |
| Kolbergerstraße 1, 3 52° 3′ 11″ N, 10° 21′ 49″ O           | Mehrfamilienhaus    |                                | 31212660 | BW   |
| Helenenstraße 20, 22 52° 3′ 11″ N, 10° 21′ 52″ O           | Mehrfamilienhaus    |                                | 31210216 | BW   |
| Helenenstraße 24, 26, 28, 30 52° 3′ 13″ N, 10° 21′ 56″ O   | Häuserzeile         |                                | 31210252 | BW   |
| Helenenstraße 32, 34, 36, 38 52° 3′ 14″ N, 10° 22′ 0″ O    | Häuserzeile         |                                | 31210398 | BW   |
| Helenenstraße 40, 42 52° 3′ 15″ N, 10° 22′ 2″ O            | Mehrfamilienhaus    |                                | 31210488 | BW   |
| Helenenstraße 44, 46 52° 3′ 16″ N, 10° 22′ 4″ O            | Mehrfamilienhaus    |                                | 31210524 | BW   |
| Helenenstraße 48, 50, 52 52° 3′ 17″ N, 10° 22′ 7″ O        | Mehrfamilienhaus    |                                | 31210560 | BW   |
| Kolberger Straße 2, 4, 6 52° 3′ 10″ N, 10° 21′ 48″ O       | Mehrfamilienhaus    |                                | 31212678 | BW   |
| Erikastraße 14, 16 52° 3′ 10″ N, 10° 21′ 50″ O             | Mehrfamilienhaus    |                                | 31207405 | BW   |
| Erikastraße 15, 17 52° 3′ 10″ N, 10° 21′ 52″ O             | Mehrfamilienhaus    |                                | 31207423 | BW   |
| Helenenstraße 52° 3′ 10″ N, 10° 21′ 53″ O                  | Umspannstation      |                                | 31210108 | BW   |
| Helenenstraße 11 52° 3′ 11″ N, 10° 21′ 54″ O               | Wohnhaus            |                                | 31210126 | BW   |
| Helenenstraße 13 52° 3′ 11″ N, 10° 21′ 55″ O               | Wohnhaus            |                                | 31210144 | BW   |
| Helenenstraße 15 52° 3′ 12″ N, 10° 21′ 57″ O               | Wohnhaus            |                                | 31210162 | BW   |
| Helenenstraße 17 52° 3′ 12″ N, 10° 21′ 58″ O               | Wohnhaus            |                                | 31210180 | BW   |
| Helenenstraße 19 52° 3′ 13″ N, 10° 21′ 59″ O               | Wohnhaus            |                                | 31210198 | BW   |
| Brigittenstraße 1 52° 3′ 13″ N, 10° 22′ 2″ O               | Wohnhaus            |                                | 31204590 | BW   |
| Brigittenstraße 2, 4 52° 3′ 13″ N, 10° 22′ 3″ O            | Mehrfamilienhaus    |                                | 31204608 | BW   |
| Helenenstraße 25 52° 3′ 15″ N, 10° 22′ 4″ O                | Wohnhaus            |                                | 31210270 | BW   |
| Helenenstraße 27 52° 3′ 15″ N, 10° 22′ 5″ O                | Wohnhaus            |                                | 31210306 | BW   |
| Helenenstraße 29 52° 3′ 16″ N, 10° 22′ 6″ O                | Wohnhaus            |                                | 31210342 | BW   |
| Hedwigstraße 2A, 2B 52° 3′ 9″ N, 10° 21′ 47″ O             | Mehrfamilienhaus    |                                | 31209442 | BW   |
| Hedwigstraße 2, 4 52° 3′ 8″ N, 10° 21′ 47″ O               | Mehrfamilienhaus    |                                | 31209424 | BW   |
| Hedwigstraße 3, 3A 52° 3′ 8″ N, 10° 21′ 50″ O              | Mehrfamilienhaus    |                                | 31209478 | BW   |
| Hedwigstraße 6, 8, 10 52° 3′ 6″ N, 10° 21′ 46″ O           | Mehrfamilienhaus    |                                | 31209586 | BW   |
| Erikastraße 10 52° 3′ 6″ N, 10° 21′ 51″ O                  | Klassentrakt        | „Anton-Raky-Realschule“, West. | 31207331 | BW   |
| Hedwigstraße 3B 52° 3′ 6″ N, 10° 21′ 49″ O                 | Turnhalle           | „Anton-Raky-Realschule“, West. | 31209514 | BW   |
| Hedwigstraße 12, 14, 16, 18, 20 52° 3′ 9″ N, 10° 21′ 55″ O | Häuserzeile         |                                | 31209676 | BW   |
| Hedwigstraße 22, 24, 26, 28 52° 3′ 10″ N, 10° 21′ 59″ O    | Häuserzeile         |                                | 31209838 | BW   |
| Hedwigstraße 30, 32, 34 52° 3′ 11″ N, 10° 22′ 2″ O         | Mehrfamilienhaus    |                                | 31209964 | BW   |
| Hedwigstraße 36, 38 52° 3′ 13″ N, 10° 22′ 6″ O             | Mehrfamilienhaus    |                                | 31210018 | BW   |
| Hedwigstraße 40, 42, 44 52° 3′ 14″ N, 10° 22′ 8″ O         | Mehrfamilienhaus    |                                | 31210054 | BW   |
| Hedwigstraße 5, 5 a 52° 3′ 8″ N, 10° 21′ 54″ O             | Wohn-/Geschäftshaus |                                | 31209550 | BW   |
| Erikastraße 11, 11a, 13 52° 3′ 7″ N, 10° 21′ 54″ O         | Wohn-/Geschäftshaus |                                | 31207351 | BW   |
| Hedwigstraße 7, 9 52° 3′ 8″ N, 10° 21′ 56″ O               | Mehrfamilienhaus    |                                | 31209604 | BW   |
| Hedwigstraße 15, 17 52° 3′ 10″ N, 10° 22′ 1″ O             | Mehrfamilienhaus    |                                | 31209712 | BW   |
| Hedwigstraße 19 52° 3′ 12″ N, 10° 22′ 7″ O                 | Wohnhaus            |                                | 31209784 | BW   |
| Hedwigstraße 21 52° 3′ 13″ N, 10° 22′ 7″ O                 | Wohnhaus            |                                | 31209820 | BW   |
| Hedwigstraße 23 52° 3′ 13″ N, 10° 22′ 9″ O                 | Wohnhaus            |                                | 31209856 | BW   |
| Hedwigstraße 25, 27 52° 3′ 14″ N, 10° 22′ 11″ O            | Mehrfamilienhaus    |                                | 31209892 | BW   |
| Helenenstraße 27 52° 3′ 16″ N, 10° 22′ 13″ O               | Schule              | Grundschule „Am Eikel“, West.  | 31210452 | BW   |
| Brigittenstraße 3 52° 3′ 10″ N, 10° 22′ 4″ O               | Wohnhaus            |                                | 31204626 | BW   |
| Brigittenstraße 5 52° 3′ 9″ N, 10° 22′ 5″ O                | Wohnhaus            |                                | 31204662 | BW   |
| Brigittenstraße 7 52° 3′ 8″ N, 10° 22′ 5″ O                | Wohnhaus            |                                | 31204698 | BW   |
| Brigittenstraße 9 52° 3′ 7″ N, 10° 22′ 6″ O                | Wohnhaus            |                                | 31204734 | BW   |
| Brigittenstraße 10, 12 52° 3′ 9″ N, 10° 22′ 6″ O           | Mehrfamilienhaus    |                                | 31204752 | BW   |
| Brigittenstraße 8 52° 3′ 10″ N, 10° 22′ 6″ O               | Wohnhaus            |                                | 31204716 | BW   |
| Brigittenstraße 6 52° 3′ 11″ N, 10° 22′ 5″ O               | Wohnhaus            |                                | 31204680 | BW   |
| Monikastraße 6 52° 3′ 4″ N, 10° 21′ 48″ O                  | Wohnhaus            |                                | 31213334 | BW   |
| Monikastraße 4 52° 3′ 3″ N, 10° 21′ 49″ O                  | Wohnhaus            |                                | 31213316 | BW   |
| Monikastraße 2 52° 3′ 4″ N, 10° 21′ 51″ O                  | Wohnhaus            |                                | 31213298 | BW   |
| Erikastraße 8 52° 3′ 4″ N, 10° 21′ 52″ O                   | Wohnhaus            |                                | 31207295 | BW   |
| Erikastraße 6 52° 3′ 2″ N, 10° 21′ 53″ O                   | Wohnhaus            |                                | 31207259 | BW   |
| Erikastraße 4 52° 3′ 1″ N, 10° 21′ 53″ O                   | Wohnhaus            |                                | 31207223 | BW   |
| Erikastraße 2 52° 3′ 0″ N, 10° 21′ 53″ O                   | Wohnhaus            |                                | 31207187 | BW   |
| Erikastraße 1, 3, 5, 7, 9 52° 3′ 3″ N, 10° 21′ 55″ O       | Häuserzeile         |                                | 31207169 | BW   |
| Hildegardstraße 1, 3, 5 52° 3′ 6″ N, 10° 21′ 55″ O         | Mehrfamilienhaus    |                                | 31212289 | BW   |
| Hildegardstraße 7 52° 3′ 6″ N, 10° 21′ 57″ O               | Wohnhaus            |                                | 31212397 | BW   |
| Hildegardstraße 9 52° 3′ 6″ N, 10° 21′ 59″ O               | Wohnhaus            |                                | 31212433 | BW   |
| Hildegardstraße 11 52° 3′ 6″ N, 10° 22′ 0″ O               | Wohnhaus            |                                | 31212469 | BW   |
| Hildegardstraße 13 52° 3′ 7″ N, 10° 22′ 1″ O               | Wohnhaus            |                                | 31212487 | BW   |
| Hildegardstraße 2, 4 52° 3′ 7″ N, 10° 21′ 56″ O            | Mehrfamilienhaus    |                                | 31212307 | BW   |
| Hildegardstraße 6, 8, 10 52° 3′ 7″ N, 10° 21′ 59″ O        | Mehrfamilienhaus    |                                | 31212379 | BW   |
| Leonorenstraße 1, 3, 5, 7 52° 3′ 2″ N, 10° 21′ 57″ O       | Häuserzeile         |                                | 31212791 | BW   |
| Leonorenstraße 9 52° 3′ 2″ N, 10° 22′ 0″ O                 | Wohnhaus            |                                | 31212935 | BW   |
| Leonorenstraße 11 52° 3′ 3″ N, 10° 22′ 1″ O                | Wohnhaus            |                                | 31212971 | BW   |
| Leonorenstraße 13 52° 3′ 3″ N, 10° 22′ 2″ O                | Wohnhaus            |                                | 31213007 | BW   |
| Leonorenstraße 15 52° 3′ 3″ N, 10° 22′ 4″ O                | Wohnhaus            |                                | 31213043 | BW   |
| Leonorenstraße 2, 4 52° 3′ 3″ N, 10° 21′ 57″ O             | Mehrfamilienhaus    |                                | 31212809 | BW   |
| Leonorenstraße 6, 8, 10, 12, 14 52° 3′ 4″ N, 10° 22′ 1″ O  | Häuserzeile         |                                | 31212881 | BW   |
| Leonorenstraße 17 52° 3′ 4″ N, 10° 22′ 5″ O                | Wohnhaus            |                                | 31213061 | BW   |
| Elisabethstraße 2 52° 3′ 5″ N, 10° 22′ 3″ O                | Wohnhaus            |                                | 31205945 | BW   |
| Elisabethstraße 4 52° 3′ 6″ N, 10° 22′ 2″ O                | Wohnhaus            |                                | 31205981 | BW   |
| Elisabethstraße 1 52° 3′ 5″ N, 10° 22′ 5″ O                | Wohnhaus            |                                | 31205927 | BW   |
| Elisabethstraße 3, 5 52° 3′ 6″ N, 10° 22′ 4″ O             | Mehrfamilienhaus    |                                | 31205963 | BW   |
| Elisabethstraße 7, 9, 11 52° 3′ 8″ N, 10° 22′ 2″ O         | Mehrfamilienhaus    |                                | 31206017 | BW   |

### Gruppe: Kirchhof Kniestedt
Baudenkmal (Gruppe):

| Lage                                                 | Bezeichnung        | Beschreibung | ID       | Bild |
| ---------------------------------------------------- | ------------------ | ------------ | -------- | ---- |
| Braunschweiger Straße 133 52° 3′ 9″ N, 10° 22′ 33″ O | Kirchhof Kniestedt |              | 31190746 | BW   |

Baudenkmale (Einzeln):

| Lage                                                 | Bezeichnung        | Beschreibung | ID       | Bild           |
| ---------------------------------------------------- | ------------------ | --- | -------- | -------------- |
| Braunschweiger Straße 133 52° 3′ 8″ N, 10° 22′ 33″ O | Kniestedter Kirche | Ehemalige evangelische Kirche in Salzgitter-Bad. Die letzte Amtshandlung fand am 31. März 1972 statt. Im folgenden Jahr übernahm die Stadt Salzgitter das Gebäude und ließ es zu einem Veranstaltungsort umbauen. 1985 wurde dieser eingeweiht und ist heute bekannt als Kulturzentrum für Kleinkunstveranstaltungen. | 31203735 | Weitere Bilder |
| Braunschweiger Straße 133 52° 3′ 9″ N, 10° 22′ 32″ O | Kirchhof           | | 31203716 | BW             |

### Gruppe: Gut Kniestedt
Baudenkmal (Gruppe):

| Lage                                                 | Bezeichnung   | Beschreibung | ID       | Bild |
| ---------------------------------------------------- | ------------- | ------------ | -------- | ---- |
| Braunschweiger Straße 133 52° 3′ 9″ N, 10° 22′ 37″ O | Gut Kniestedt |              | 31190760 | BW   |

Baudenkmale (Einzeln):

| Lage                                                    | Bezeichnung            | Beschreibung | ID       | Bild |
| ------------------------------------------------------- | ---------------------- | --- | -------- | ---- |
| Braunschweiger Straße 133 52° 3′ 8″ N, 10° 22′ 37″ O    | Kniestedter Herrenhaus | Das Kniestedter Herrenhaus wurde 1698 erbaut und wurde bis heute nur wenig verändert. Das Gebäude wurde 1981 bis 1984 umfassend renoviert. Es beherbergt heute eine Zweigstelle der Volkshochschule Salzgitter sowie eine Begegnungsstätte für Senioren. | 31203754 |      |
| Braunschweiger Straße 137 a 52° 3′ 10″ N, 10° 22′ 39″ O | Schafstall             | | 31203775 | BW   |
| Braunschweiger Straße 133 52° 3′ 9″ N, 10° 22′ 34″ O    | Nebengebäude           | | 31225195 | BW   |

### Gruppe: Töpferreihe 11–23
Baudenkmal (Gruppe):

| Lage                                          | Bezeichnung       | Beschreibung | ID       | Bild |
| --------------------------------------------- | ----------------- | ------------ | -------- | ---- |
| Töpferreihe 11-23 52° 2′ 53″ N, 10° 22′ 13″ O | Töpferreihe 11-23 |              | 31191781 | BW   |

Baudenkmale (Einzeln):

| Lage                                       | Bezeichnung | Beschreibung | ID       | Bild |
| ------------------------------------------ | ----------- | ------------ | -------- | ---- |
| Töpferreihe 11 52° 2′ 54″ N, 10° 22′ 14″ O | Wohnhaus    |              | 31218756 | BW   |
| Töpferreihe 13 52° 2′ 53″ N, 10° 22′ 14″ O | Wohnhaus    |              | 31215769 | BW   |
| Töpferreihe 15 52° 2′ 53″ N, 10° 22′ 13″ O | Wohnhaus    |              | 31218777 | BW   |
| Töpferreihe 17 52° 2′ 53″ N, 10° 22′ 13″ O | Wohnhaus    |              | 31215790 | BW   |
| Töpferreihe 21 52° 2′ 53″ N, 10° 22′ 12″ O | Wohnhaus    |              | 31218798 | BW   |
| Töpferreihe 23 52° 2′ 53″ N, 10° 22′ 11″ O | Wohnhaus    |              | 31218819 | BW   |

### Gruppe: Wohnhäuser Marienplatz 7–10
Baudenkmal (Gruppe):

| Lage                                         | Bezeichnung                 | Beschreibung | ID       | Bild |
| -------------------------------------------- | --------------------------- | ------------ | -------- | ---- |
| Marienplatz 7-10 52° 2′ 46″ N, 10° 22′ 11″ O | Wohnhäuser Marienplatz 7-10 |              | 31190773 | BW   |

Baudenkmale (Einzeln):

| Lage                                       | Bezeichnung | Beschreibung | ID       | Bild |
| ------------------------------------------ | ----------- | ------------ | -------- | ---- |
| Marienplatz 7 52° 2′ 46″ N, 10° 22′ 10″ O  | Wohnhaus    |              | 31213079 | BW   |
| Marienplatz 8 52° 2′ 46″ N, 10° 22′ 11″ O  | Wohnhaus    |              | 31213097 | BW   |
| Marienplatz 9 52° 2′ 47″ N, 10° 22′ 11″ O  | Wohnhaus    |              | 31213115 | BW   |
| Marienplatz 10 52° 2′ 47″ N, 10° 22′ 12″ O | Wohnhaus    |              | 31213133 | BW   |

### Gruppe: Bismarckstraße 1 + 3
Baudenkmal (Gruppe):

| Lage                                            | Bezeichnung          | Beschreibung | ID       | Bild |
| ----------------------------------------------- | -------------------- | ------------ | -------- | ---- |
| Bismarckstraße 1, 3 52° 2′ 46″ N, 10° 22′ 22″ O | Bismarckstraße 1 + 3 |              | 31190658 | BW   |

Baudenkmale (Einzeln):

| Lage                                         | Bezeichnung | Beschreibung | ID       | Bild |
| -------------------------------------------- | ----------- | ------------ | -------- | ---- |
| Bismarckstraße 1 52° 2′ 46″ N, 10° 22′ 22″ O | Wohnhaus    |              | 31203629 | BW   |
| Bismarckstraße 3 52° 2′ 46″ N, 10° 22′ 22″ O | Wohnhaus    |              | 31203650 | BW   |

### Gruppe: Gutenbergstraße 5, 7, 9
Baudenkmal (Gruppe):

| Lage                                                | Bezeichnung             | Beschreibung | ID       | Bild |
| --------------------------------------------------- | ----------------------- | ------------ | -------- | ---- |
| Gutenbergstraße 5, 7, 9 52° 2′ 49″ N, 10° 22′ 25″ O | Gutenbergstraße 5, 7, 9 |              | 31190786 | BW   |

Baudenkmale (Einzeln):

| Lage                                          | Bezeichnung | Beschreibung | ID       | Bild |
| --------------------------------------------- | ----------- | ------------ | -------- | ---- |
| Gutenbergstraße 5 52° 2′ 49″ N, 10° 22′ 25″ O | Wohnhaus    |              | 31208956 | BW   |
| Gutenbergstraße 7 52° 2′ 50″ N, 10° 22′ 25″ O | Wohnhaus    |              | 31208974 | BW   |

### Gruppe: Vöppstedter Kirche
Baudenkmal (Gruppe):

| Lage                                                 | Bezeichnung        | Beschreibung                         | ID       | Bild           |
| ---------------------------------------------------- | ------------------ | ------------------------------------ | -------- | -------------- |
| An der Vöppstedter Ruine 52° 2′ 48″ N, 10° 22′ 43″ O | Vöppstedter Kirche | Vöppstedter Ruine der Jakobus-Kirche | 31190733 | Weitere Bilder |

Baudenkmale (Einzeln):

| Lage                                                 | Bezeichnung | Beschreibung | ID       | Bild           |
| ---------------------------------------------------- | ----------- | --- | -------- | -------------- |
| An der Vöppstedter Ruine 52° 2′ 47″ N, 10° 22′ 44″ O | Ruine       | Kirchenruine der Vöppstedter Jakobus-Kirche | 31203566 | Weitere Bilder |
| An der Vöppstedter Ruine 52° 2′ 48″ N, 10° 22′ 44″ O | Grabsteine  | Grabstätte der Apothekerfamilie Sievers auf dem Vöppstedter Friedhof | 31203608 |                |
| An der Vöppstedter Ruine 52° 2′ 48″ N, 10° 22′ 45″ O | Mausoleum   | In dem 1872 errichteten Mausoleum wurden die Mäzene Ludwig Gercke (1795–1876) und seine Schwester Minna Jacobi (1799–1872) beigesetzt. Die Geschwister hatten u. a. den Bau der Altstadtschule und eines Pflegeheimes finanziert sowie zur Erneuerung der St.-Mariae-Jakobi-Kirche beigetragen. | 31203587 |                |

### Gruppe: Kirchhof Gitter
Baudenkmal (Gruppe):

| Lage                       | Bezeichnung     | Beschreibung | ID       | Bild |
| -------------------------- | --------------- | ------------ | -------- | ---- |
| 52° 2′ 11″ N, 10° 21′ 1″ O | Kirchhof Gitter |              | 31191089 | BW   |

Baudenkmale (Einzeln):

| Lage                                 | Bezeichnung    | Beschreibung | ID       | Bild           |
| ------------------------------------ | -------------- | --- | -------- | -------------- |
| Tweete 23 52° 2′ 11″ N, 10° 21′ 0″ O | Kirche         | Das heutige Gebäude der Christuskirche wurde 1844 bis 1846 an der Stelle der alten Georgskirche aus dem 12. Jahrhundert nach einem Entwurf des Baumeisters Ludwig Hellner errichtet. Den Namen „Christuskirche“ erhielt die Kirche 1996 zum 150. Jubiläum. | 31224471 | Weitere Bilder |
| Tweete 23 52° 2′ 11″ N, 10° 21′ 0″ O | Kirchhof       | | 31224549 | BW             |
| Tweete 23 52° 2′ 11″ N, 10° 21′ 1″ O | Grabsteine     | | 31226232 | BW             |
| Tweete 23 52° 2′ 10″ N, 10° 21′ 1″ O | Kriegerdenkmal | | 31224530 |                |

### Gruppe: Ehemalige Segelfliegerschule
Baudenkmal (Gruppe):

| Lage                        | Bezeichnung                  | Beschreibung | ID       | Bild |
| --------------------------- | ---------------------------- | ------------ | -------- | ---- |
| 52° 1′ 41″ N, 10° 22′ 17″ O | Ehemalige Segelfliegerschule |              | 38313675 | BW   |

Baudenkmale (Einzeln):

| Lage                                             | Bezeichnung        | Beschreibung      | ID       | Bild |
| ------------------------------------------------ | ------------------ | ----------------- | -------- | ---- |
| Zum Schäferstuhl 161 52° 1′ 42″ N, 10° 22′ 18″ O | Turnhalle          | ehemaliger Hangar | 38313770 | BW   |
| Zum Schäferstuhl 161 52° 1′ 41″ N, 10° 22′ 18″ O | Nebengebäude       |                   | 38313705 | BW   |
| Zum Schäferstuhl 161 52° 1′ 40″ N, 10° 22′ 17″ O | Verwaltungsgebäude |                   | 31191794 | BW   |

### Baudenkmale (Einzeln)
Baudenkmal (Gruppe):

| Lage                                                 | Bezeichnung              | Beschreibung | ID       | Bild           |
| ---------------------------------------------------- | ------------------------ | --- | -------- | -------------- |
| Irenenstraße 52° 3′ 42″ N, 10° 21′ 28″ O             | Turm                     | Bismarckturm Salzgitter (Aussichtsturm) | 31212505 | Weitere Bilder |
| Braunschweiger Straße 133 52° 3′ 9″ N, 10° 22′ 32″ O | Grabsteine               | | 31225797 | BW             |
| Gittertor 25 52° 2′ 43″ N, 10° 21′ 53″ O             | Wohnhaus                 | | 31208934 |                |
| Gittertor 25 52° 2′ 43″ N, 10° 21′ 53″ O             | Garten                   | | 31225835 | BW             |
| Tillystaße 52° 2′ 36″ N, 10° 22′ 9″ O                | Friedhof                 | Jüdischer Friedhof Salzgitter | 31215742 | Weitere Bilder |
| Petershagener Straße 27 52° 2′ 56″ N, 10° 22′ 13″ O  | Wasserspeicher           | | 31218908 | BW             |
| Vorsalzer Straße 8 52° 2′ 55″ N, 10° 22′ 21″ O       | Wohn-/Geschäftshaus      | | 31216377 | BW             |
| Vorsalzer Straße 24 52° 2′ 57″ N, 10° 22′ 25″ O      | Wohnhaus                 | | 31216398 | BW             |
| Vorsalzer Straße 26 52° 2′ 57″ N, 10° 22′ 25″ O      | Gasthaus                 | | 31216420 | BW             |
| Vorsalzer Straße 1 52° 2′ 54″ N, 10° 22′ 20″ O       | Wohnhaus                 | | 31216333 | BW             |
| Vorsalzer Straße 3 52° 2′ 54″ N, 10° 22′ 21″ O       | Wohn-/Geschäftshaus      | | 31216356 | BW             |
| Nordwall 4 52° 2′ 52″ N, 10° 22′ 16″ O               | Wirtschaftsgebäude       | | 31213984 | BW             |
| Warnestraße 21 52° 2′ 49″ N, 10° 22′ 13″ O           | Wohnhaus                 | | 31216488 | BW             |
| Warnestraße 17 52° 2′ 50″ N, 10° 22′ 14″ O           | Wohnhaus                 | | 31216465 | BW             |
| Marienplatz 12 a 52° 2′ 48″ N, 10° 22′ 13″ O         | Herrenhaus               | Das Kniestedter Gutshaus wurde 1533 erbaut. Es ist vermutlich das älteste heute noch erhaltene Fachwerkhaus der Stadt Salzgitter. Das Gebäude stand früher nahe der Kniestedter Kirche und wurde 1975 in den Kurpark hinter dem Rathaus von Salzgitter-Bad umgesetzt.                                                                       | 31213175 |                |
| Marienplatz 12 52° 2′ 47″ N, 10° 22′ 13″ O           | Verwaltungsgebäude       | Das Tilly Haus wurde 1595 oder 1608 erbaut. Es war das Verwaltungsgebäude der Saline. Hier hatte Tilly 1626 nach der gewonnenen Schlacht bei Lutter am Barenberge sein Hauptquartier aufgeschlagen und so dem Haus seinen Namen gegeben. | 31213151 |                |
| Marktplatz 1 c 52° 2′ 48″ N, 10° 22′ 15″ O           | Wohnhaus                 | Der Garßenhof wurde 1577 als Wohnhaus eines Gutes in Gitter gebaut. Das Gebäude wurde ab 1934 als Wohnhaus genutzt. 1977 erwarb die Stadt Salzgitter das Gebäude und ließ es 1982 neben den Ratskeller von Salzgitter-Bad umsetzten und zum Bettenhaus des historischen Ratskellers umbauen.                                                | 31213194 |                |
| Marktplatz 1 52° 2′ 49″ N, 10° 22′ 18″ O             | ehem. Rathaus            | Der Ratskeller Salzgitter wurde Anfang des 12. Jahrhunderts zum Schutz der Bürger und als Speicher für das Salzwerk gebaut. Später wurde das Gebäude als Rathaus und Lagerhaus für die benachbarte Brauerei genutzt. Heute beherbergt das Gebäude ein Restaurant und Hotel.                                                                 | 31213235 | Weitere Bilder |
| Kuhstaße 1 52° 2′ 51″ N, 10° 22′ 20″ O               | Wohnhaus                 | | 31212768 | BW             |
| Marktstraße 1 52° 2′ 51″ N, 10° 22′ 18″ O            | Wohnhaus                 | | 31213258 | BW             |
| Marktplatz 8 52° 2′ 50″ N, 10° 22′ 18″ O             | Wohnhaus                 | | 31213212 | BW             |
| Kirchplatz 6 52° 2′ 51″ N, 10° 22′ 22″ O             | St.-Mariae-Jakobi-Kirche | Evangelische Kirche, älteste Kirche des Stadtteils Salzgitter-Bad. Erbaut um 1480, der Wehrturm ist wahrscheinlich älter und war Teil der Stadtmauer. | 31212635 | Weitere Bilder |
| Kirchplatz 3 52° 2′ 50″ N, 10° 22′ 22″ O             | Wohnhaus                 | Das Haus war 1709 als Witwenhaus der Familie von Kniestedt erbaut worden und ist das älteste steinerne Bürgerhaus von Salzgitter-Bad. Das Gebäude wurde 1854 von der katholischen Gemeinde erworben und als Kapelle und Wohnung des Kaplans genutzt. Diese Nutzung endete 1889, nachdem die neu erbaute St.-Marien-Kirche eingeweiht wurde. | 31212588 | Weitere Bilder |
| Kirchplatz 4 52° 2′ 50″ N, 10° 22′ 23″ O             | Wohnhaus                 | | 31212612 | BW             |
| Bohlweg 11 52° 2′ 47″ N, 10° 22′ 24″ O               | Wohnhaus                 | | 31203671 | BW             |
| Altstadtweg 10 52° 2′ 54″ N, 10° 22′ 29″ O           | Wohnhaus                 | | 31203238 | BW             |
| Altstadtweg 7-9 52° 2′ 53″ N, 10° 22′ 30″ O          | Pfarramt                 | | 31203191 | BW             |
| Altstadtweg 5 52° 2′ 52″ N, 10° 22′ 29″ O            | Kirche                   | Römisch-katholische Sankt-Marien-Kirche, 1888–89 nach Plänen von Richard Herzig erbaut | 31203167 | Weitere Bilder |
| Bohlweg 26 52° 2′ 50″ N, 10° 22′ 31″ O               | Wohnhaus                 | | 31203694 | BW             |
| Tweete 21 52° 2′ 12″ N, 10° 21′ 0″ O                 | Scheune                  | | 31224453 | BW             |
| Am Vorberg 24 52° 2′ 9″ N, 10° 21′ 8″ O              | Wohnhaus                 | | 31224430 | BW             |